# Hermaniwka (Obuchiw)
Hermaniwka (ukrainisch Германівка; russisch Германовка Germanowka) ist ein Dorf in der ukrainischen Oblast Kiew mit etwa 1600 Einwohnern (2001).

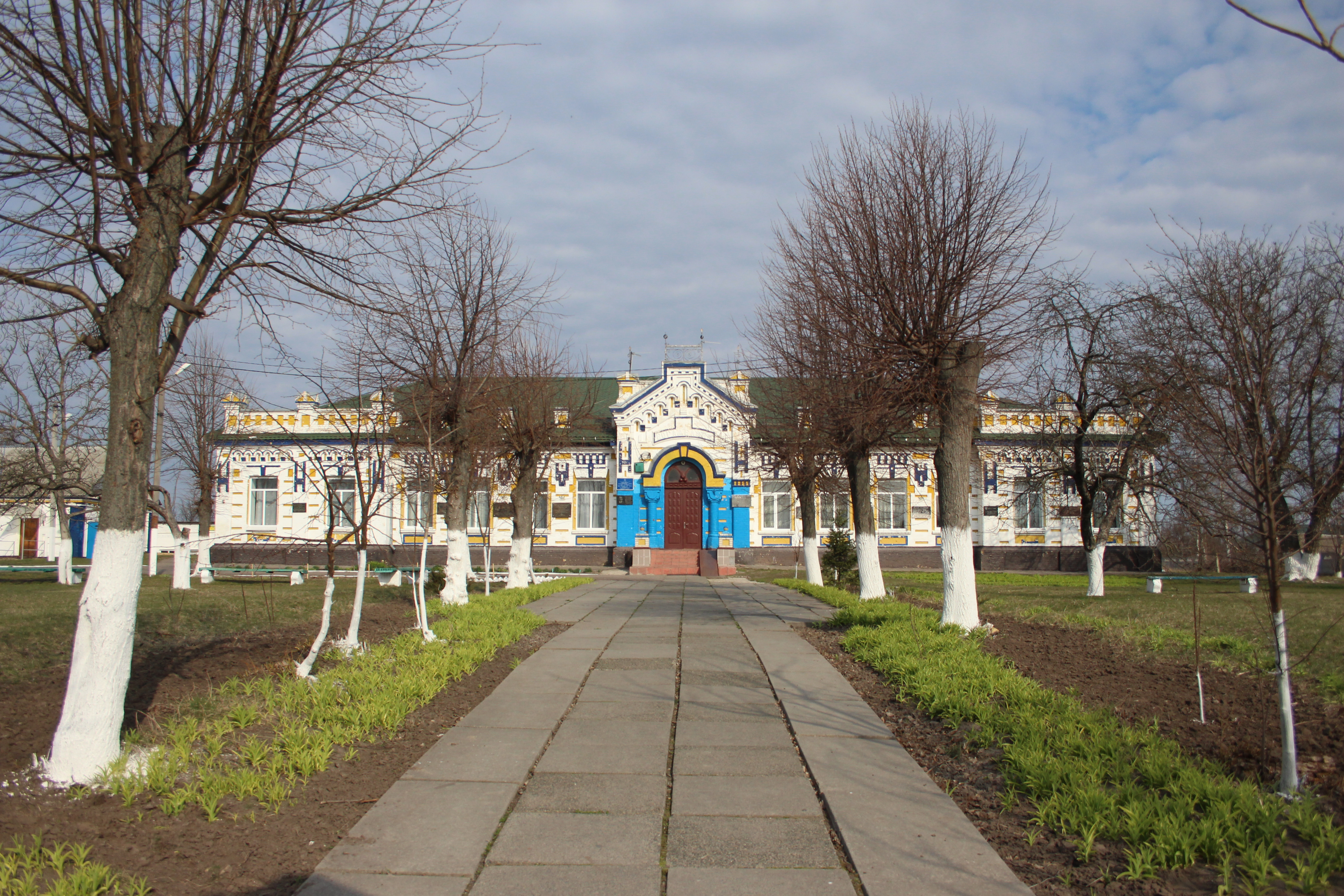
Denkmalgeschütztes Armenhausgebäude von Wladimir Nikolajew, heute Schulhaus

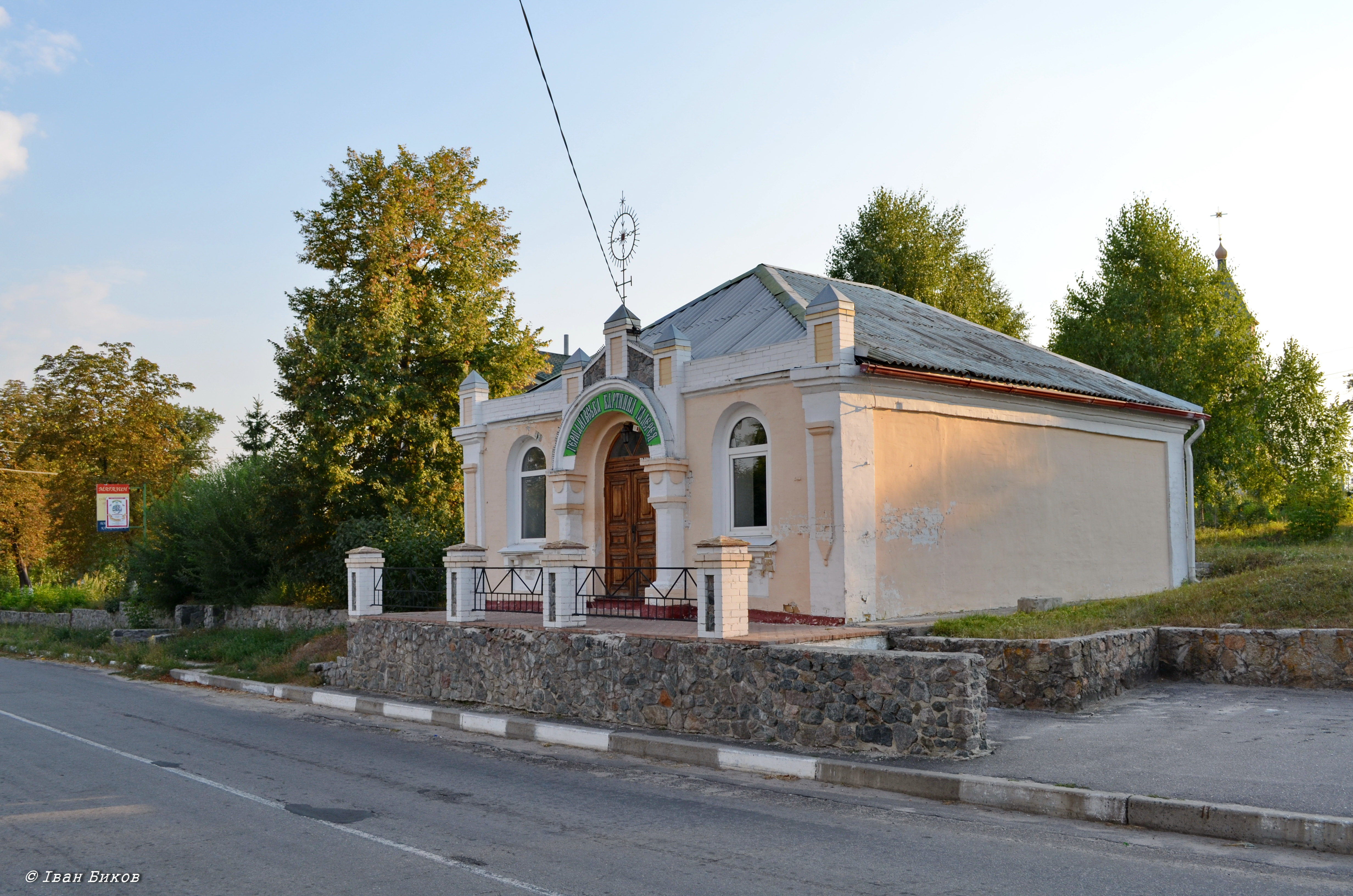
Denkmalgeschützte Manufaktur von 1904. Architekt Wladimir Nikolajew

Das im Jahr 1096 erstmals erwähnte Dorf hieß zwischen 1944 und 1989 Красне-2 (Красне) und liegt an der Krasna (Красна), einem 48 km langen Nebenfluss des Dnepr im Rajon Obuchiw 18 km südwestlich vom Rajonzentrum Obuchiw und 60 km südlich von Kiew. Durch das Dorf verläuft die Territorialstraße T–10–33.
Am 12. Juni 2020 wurde das Dorf ein Teil der neugegründeten Stadtgemeinde Obuchiw, bis dahin bildete es die gleichnamige Landratsgemeinde Hermaniwka (Германівська сільська рада/Hermaniwska silska rada) im Südwesten des Rajons Obuchiw.

## Persönlichkeiten
- In Hermaniwka starb 1927 die ukrainische Dichterin und Schriftstellerin Dniprowa Tschajka (1861–1927).
- 1922 kam im Dorf der ukrainische Literaturkritiker und Doktor der Philologie Leonid Kowalenko (Леонід Миколайович Коваленко 1922–1983) zur Welt.